# Lorsica
Lòrsica (Lòrsega in ligure) è un comune italiano sparso di 385 abitanti della città metropolitana di Genova in Liguria, noto per la produzione artigianale di sete damascate. Possiede alcune cave di ardesia. La sede comunale è situata nella frazione di Figarolo.

## Geografia fisica
Il territorio del comune è situato nella val Fontanabuona, nei pressi del torrente Tirello. Le località di Costafinale, Scorticata e Pian della Chiesa fanno parte dell'exclave di Barbagelata, che si estende in alta val Trebbia e, in minima parte, in val d'Aveto.
Tra le vette del territorio il monte Pietrabianca (1198 m), il monte Larnaia (1185 m), il monte Rondanara (1048 m), il monte Verzi (774 m).

## Storia

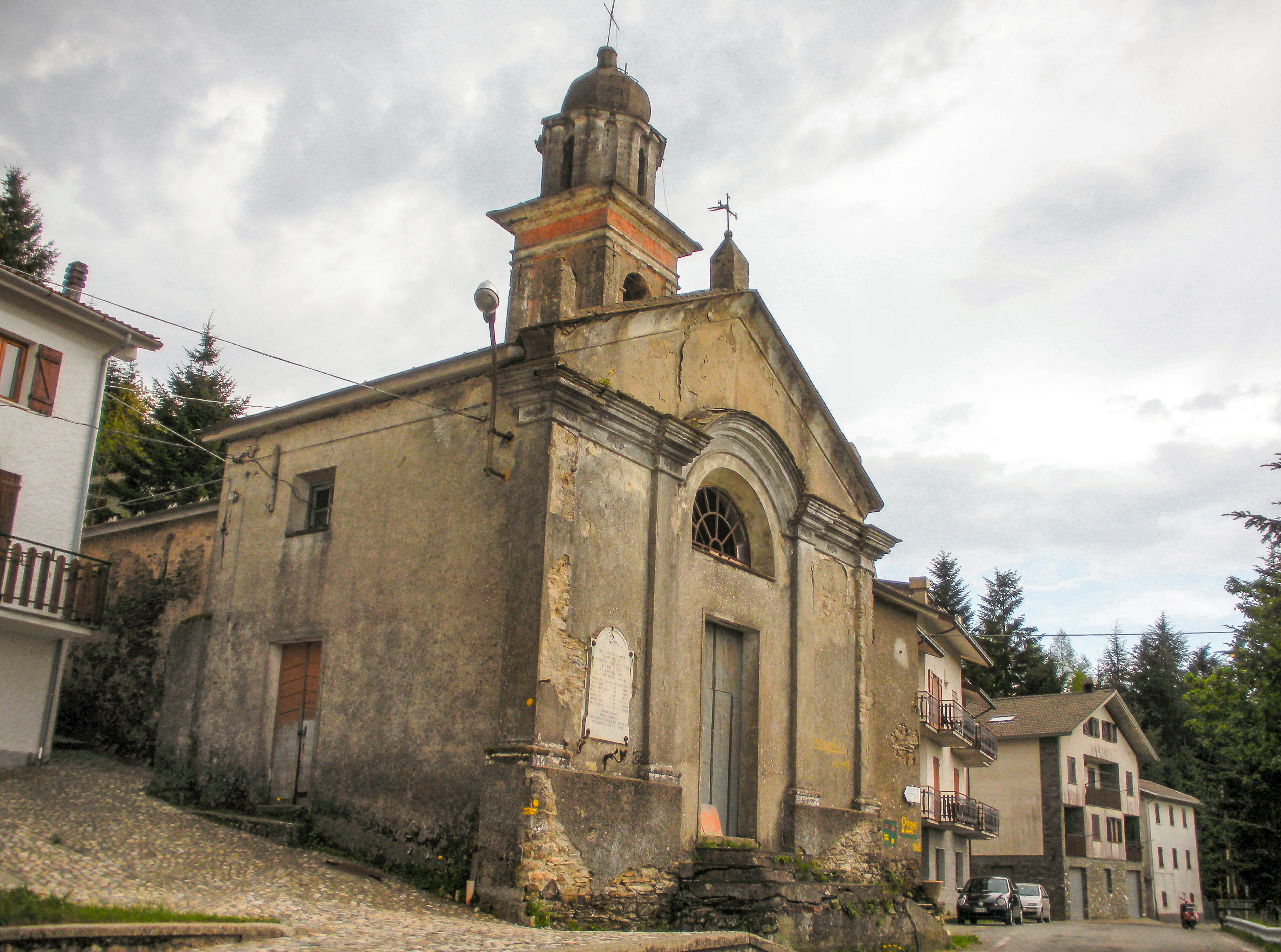
La vecchia chiesa di Barbagelata

Il paese divenne dominio feudale della famiglia Malaspina a partire dal 1174 e in seguito dei conti Fieschi di Lavagna. Nel 1433 la famiglia fliscana cedette il feudo alla Repubblica di Genova, seguendone le sorti, ed è proprio da questo secolo che, con la collaborazione degli artigiani genovesi, prese corpo la fortunata lavorazione della seta e la produzione dei damaschi.
Nel 1797 con la dominazione francese di Napoleone Bonaparte la costituita municipalità di Lorsica rientrò dal 2 dicembre nel dipartimento del Golfo del Tigullio, con capoluogo Rapallo, all'interno della Repubblica Ligure. Dal 28 aprile del 1798 con i nuovi ordinamenti francesi, Lorsica rientrò nel VI cantone, come capoluogo, della giurisdizione del Tigullio e dal 1803 centro principale del II cantone del Golfo del Tigullio nella giurisdizione dell'Entella. Annesso al Primo Impero francese, dal 13 giugno 1805 al 1814 venne inserito nel dipartimento degli Appennini.
Nel 1815 fu inglobato nel Regno di Sardegna, secondo le decisioni del congresso di Vienna del 1814, che sottopose la municipalità di Lorsica nella provincia di Chiavari sotto la divisione di Genova. Dal 1859 al 1926 il territorio fu compreso nel VI mandamento di Cicagna del circondario di Chiavari dell'allora provincia di Genova, nel Regno d'Italia.
Nel corso della seconda guerra mondiale la frazione di Barbagelata, per la sua collocazione strategica, fu un avamposto importante per le formazioni partigiane. Per questo motivo, nel corso di un rastrellamento, fu data alle fiamme dai nazi-fascisti. L'incendio avvenne nella notte fra il 12 il 13 agosto 1944. In quella occasione furono uccisi tre contadini che erano stati utilizzati come guide.
Dal 1973 al 30 aprile 2011 ha fatto parte della Comunità montana Fontanabuona.

### Simboli
Stemma
Gonfalone

Lo stemma e il gonfalone sono stati concessi con decreto del presidente della Repubblica n° 736 del 27 febbraio 1980. Nello stemma è raffigurato un orso rampante e tale simbolo potrebbe essere ricercato nell'antico toponimo del comune; secondo alcune fonti storiche la primitiva denominazione Orsica deriverebbe proprio dalla presenza di questi animali. Le stelle corrisponderebbero all costellazione dell'Orsa Minore.

## Monumenti e luoghi d'interesse

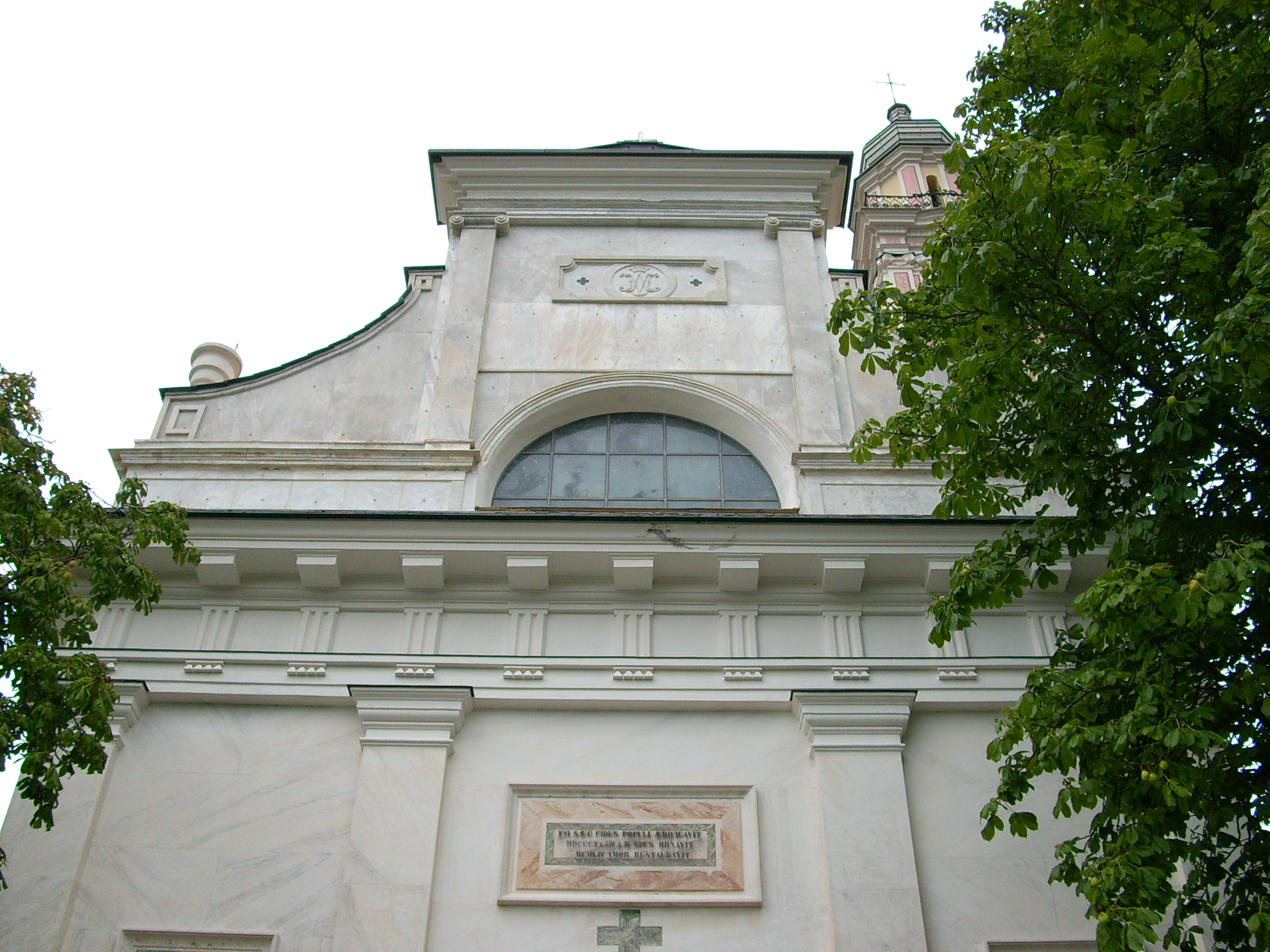
La chiesa parrocchiale di Nostra Signora Annunziata a Lorsica

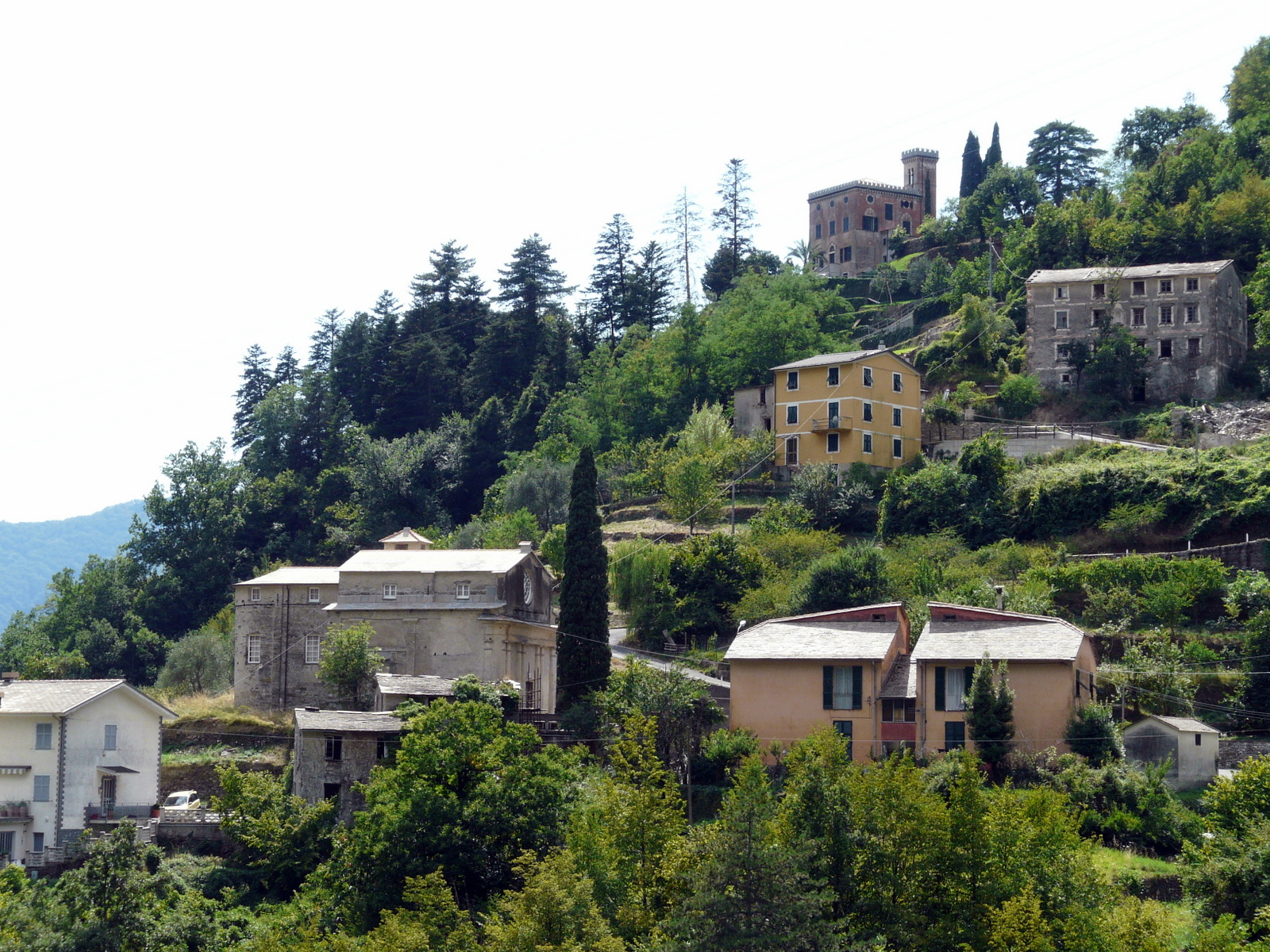
La borgata di Rossarino a Figarolo

### Architetture religiose
- Chiesa parrocchiale di Nostra Signora Annunziata. Situata nel punto più basso dell'abitato di Lorsica è stata edificata sul finire del XVI secolo ed ampliata, per il forte sviluppo demografico, nel corso del XIX secolo.
- Chiesa parrocchiale di Santa Maria Regina del Creato nella frazione di Barbagelata a 1.125 metri di altezza; è considerata la chiesa posta più in alto dell'Appennino ligure. La struttura è stata realizzata su progetto degli architetti Gaviglio e Lacca, in stile visibilmente moderno. Al centro di Barbagelata si trovano i resti della vecchia chiesa, incendiata per rappresaglia da truppe tedesche nel 1944.
- Chiesa parrocchiale di Nostra Signora dell'Orto nella frazione di Castagnelo. La sua costruzione risale al 1836 e la primitiva cappella venne ampliata e ingrandita tra il 1885 e il 1886; la cupola fu realizzata nel 1937. La parrocchia fu istituita dal vescovo di Chiavari monsignor Fortunato Vinelli l'8 maggio del 1903 staccandola dalla parrocchia centrale di Lorsica.
- Cappella dei Santi Nazario e Celso nella frazione di Figarolo. Una lapide, apposta sulla facciata della chiesa, cita la dipendenza diretta dell'edificio verso il Senato della Repubblica di Genova a partire dal 1764.
- Chiesa parrocchiale di Sant'Andrea nella frazione di Verzi. Fu costruita nel XVII secolo e la sua antica giurisdizione, molto vasta, confinava con la diocesi di Tortona.

## Società

### Evoluzione demografica
Abitanti censiti

### Etnie e minoranze straniere
Secondo i dati Istat al 31 dicembre 2022, i cittadini stranieri residenti a Lorsica sono 14.

## Cultura

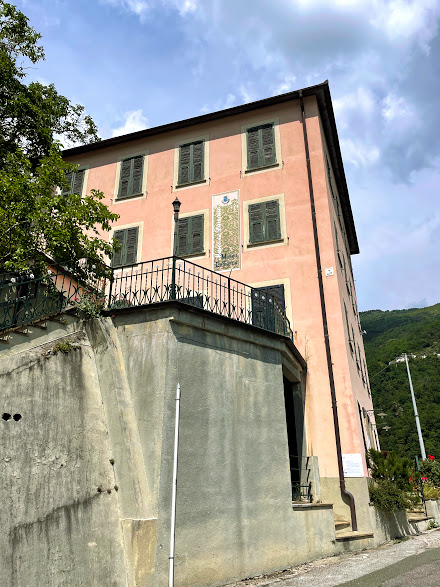
Il museo del Damasco e della storia del territorio

### Istruzione

#### Musei
Alla storica tradizione e produzione locale dei damaschi è stato dedicato il 30 giugno del 2007 il museo del damasco e della storia del territorio vicino all'unica azienda locale operante nel settore.
Presso la frazione di Monteghirfo, divisa amministrativamente con il comune di Favale di Malvaro, è stato istituito nel 1975 un museo etnografico all'interno della casa natale di Maria Ferretti. Il museo descrive nel suo complesso la rappresentazione scenica, la vita quotidiana, di una tipica famiglia contadina di fine Ottocento con la presenza di oggetti, mobili e attrezzi da lavoro dell'epoca.

## Geografia antropica
Il territorio comunale comprende, oltre all'abitato di Lorsica, le frazioni di Acqua di Sopra, Barbagelata, Castagnelo, Figarolo, Monteghirfo (quest'ultima condivisa amministrativamente con il comune di Favale di Malvaro), Verzi per un totale di 17,72 km2.
Le località di Costafinale, Scorticata e Pian della Chiesa fanno parte dell'exclave di Barbagelata, che si estende in val Trebbia e, in minima parte, in val d'Aveto. Dalla frazione, attraverso sentieri boschivi, è possibile raggiungere la vetta del monte Caucaso (1.245 m).
Confina a nord con il comune di Favale di Malvaro, a sud con Cicagna e Orero, ad ovest con Moconesi e ad est con Rezzoaglio e Orero. L'exclave di Barbagelata confina a nord con l'exclave di Moconesi e il comune di Montebruno, a sud con Neirone e Favale di Malvaro, ad ovest con Torriglia e Neirone, e ad est con Montebruno e Rezzoaglio.

## Economia

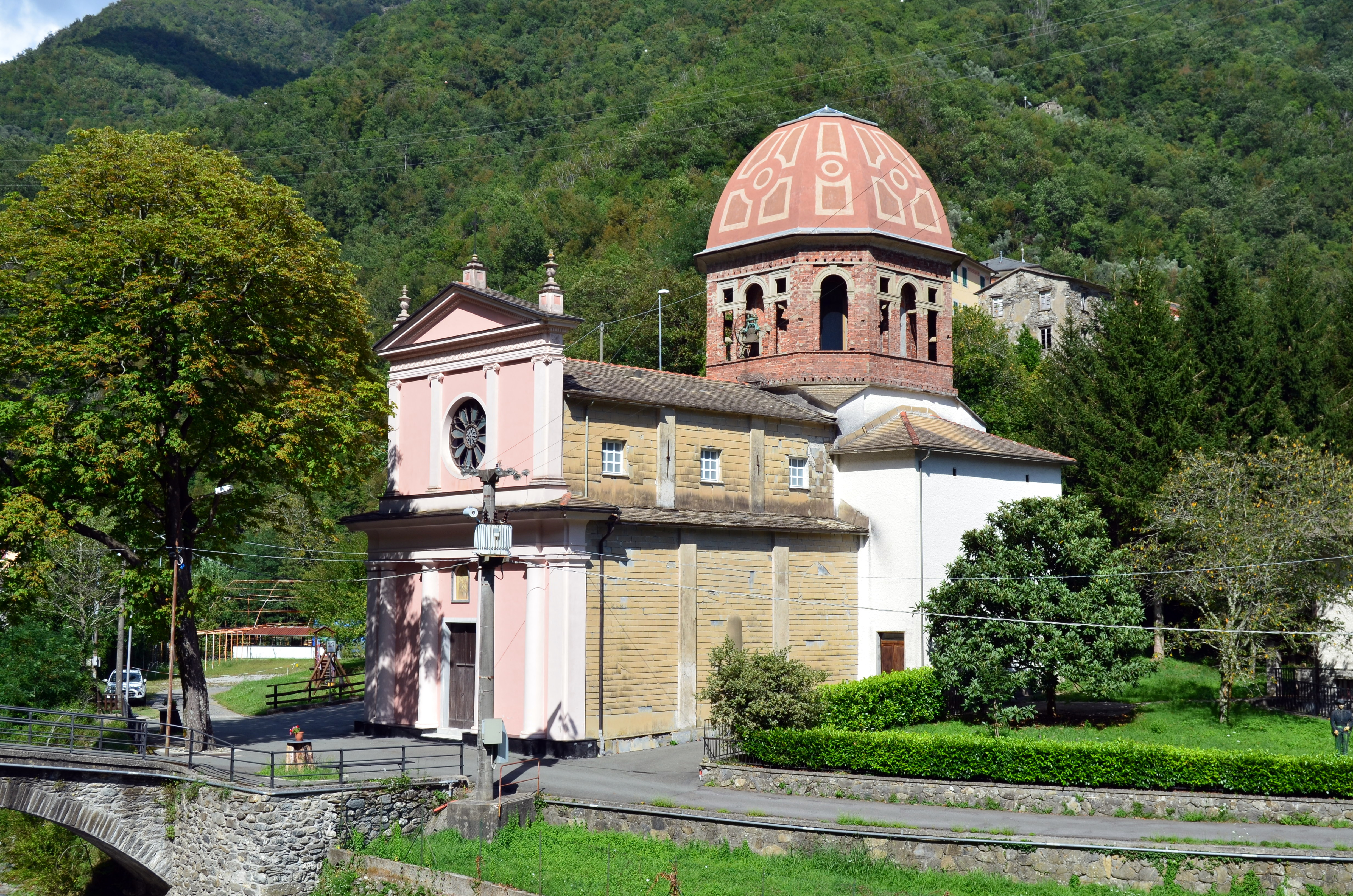
La chiesa di Nostra Signora dell'Orto presso la frazione di Castagnelo

Tradizionalmente l'economia comunale fu basata anticamente sulla produzione tessile, in particolare la lavorazione della seta e dei damaschi arabeschi. Questa attività, effettuata maggiormente da manodopera femminile, è stata particolarmente attiva fino al XIX secolo e le prime notizie storiche sulla lavorazione dei tessuti risalgono al XV secolo; a Lorsica venivano prodotte le pregiate sete e trasportate a manodopera conclusa nel porto di Genova per essere poi esportate in Italia e in tutta Europa.
Attualmente è rimasta un'unica azienda artigianale che mantiene la tradizione utilizzando telai originali datati all'inizio del XX secolo.
Nel territorio sono presenti cave per l'estrazione dell'ardesia a Verzi, finalizzata ad un uso edilizio ed a elementi d'arredo, oppure artistico.

## Infrastrutture e trasporti

### Strade
Il centro di Lorsica è attraversato principalmente dalla strada provinciale 24 di Lorsica che gli permette il collegamento stradale con la strada provinciale 23 della Scoglina, a sud ovest presso la località di Acqua di Sopra, e a nord con la strada provinciale 25 di Orero nell'omonimo comune fontanino. L'exclave di Barbagelata è raggiungibile invece dalla strada provinciale 56, distante dal capoluogo comunale circa 20 km dopo aver attraversato il territorio comunale di Favale di Malvaro.

### Mobilità urbana
Dal comune di Cicagna un servizio di trasporto pubblico locale gestito dall'AMT garantisce quotidiani collegamenti bus con Lorsica e per le altre località del territorio comunale.

## Amministrazione

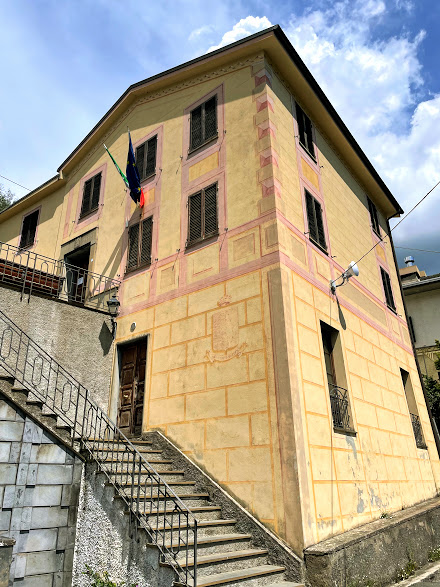
Il municipio presso la sede comunale di Figarolo

| Periodo        | Periodo        | Primo cittadino         | Partito                                                 | Carica  | Note |
| -------------- | -------------- | ----------------------- | ------------------------------------------------------- | ------- | ---- |
| 28 giugno 1985 | 22 giugno 1990 | Maria Teresa De Martini | PLI                                                     | Sindaco |      |
| 22 giugno 1990 | 24 aprile 1995 | Maria Teresa De Martini | Indipendente                                            | Sindaco |      |
| 24 aprile 1995 | 14 giugno 1999 | Maria Teresa De Martini | lista civica                                            | Sindaco |      |
| 14 giugno 1999 | 14 giugno 2004 | Maria Teresa De Martini | Per il futuro di Lorsica (lista civica)                 | Sindaco |      |
| 14 giugno 2004 | 8 giugno 2009  | Aulo De Ferrari         | Insieme per Lorsica (lista civica di centro-destra)     | Sindaco |      |
| 8 giugno 2009  | 25 maggio 2014 | Aulo De Ferrari         | Per il bene di Lorsica (lista civica di centro-destra)  | Sindaco |      |
| 25 maggio 2014 | 27 maggio 2019 | Aulo De Ferrari         | Per il bene di Lorsica (lista civica di centro-destra)  | Sindaco |      |
| 27 maggio 2019 | 10 giugno 2024 | Alessandro Graziadelli  | Lorsica verso il futuro (lista civica di centro-destra) | Sindaco |      |
| 10 giugno 2024 | in carica      | Alessandro Graziadelli  | Lorsica verso il futuro (lista civica di centro-destra) | Sindaco |      |